# Conde Marechal
Conde Marechal (em inglês Earl Marshal) é um antigo título cavalheiresco usado separadamente na Inglaterra, Irlanda e no Reino Unido. É um oficial do estado no serviço da Inglaterra, principalmente como um assistente real em ocasiões cerimoniais, como o marshal de procissões do estado, e como o chefe do College of Arms
O marechal era originalmente responsável, junto com o policial, pelos cavalos e estábulos do monarca, incluindo operações militares relacionadas. Como resultado do declínio da cavalaria e da mudança sociocultural, a posição de conde marechal evoluiu e entre suas responsabilidades hoje está a organização de grandes ocasiões cerimoniais de estado, como a coroação do monarca na Abadia de Westminster e funerais de estado.  Ele também é o principal oficial de armas e supervisiona o Colégio de Armas . Ele é o único juiz do Tribunal Superior de Cavalaria.
O atual conde marechal é Edward Fitzalan-Howard, 18.º Duque de Norfolk, que herdou o cargo em junho de 2002. Anteriormente, havia um Conde Marechal da Irlanda e um Conde Marischal da Escócia.

## História
O cargo de marechal real existiu em grande parte da Europa, envolvendo a gestão de cavalos e a proteção do monarca. Na Inglaterra, o cargo tornou-se hereditário sob John FitzGilbert, o Marshal(servido c.1130-1165) após A anarquia, e subiu em destaque sob seu segundo filho, William Marshall, mais tarde Conde de Pembroke. Ele serviu sob vários reis, atuou como regente e organizou funerais e a regência durante a infância de Henrique III. Depois de passar pelo marido de sua filha para os condes de Norfolk, o cargo evoluiu para "Conde Marechal" e o título permaneceu inalterado, mesmo depois que o Conde de Norfolk se tornou um ducado.
Na Idade Média, o Conde Marechal e o Lorde Alto Condestável eram os oficiais dos cavalos e estábulos do rei. Quando a cavalaria perdeu importância, o posto de condestável declinou e o conde marechal tornou-se o chefe do College of Arms, o órgão responsável por todos os assuntos de genealogia e heráldica. Em conjunto com o Lorde Alto Condestável, ele havia criado um tribunal, conhecido como Tribunal de Cavalaria, para a administração da justiça de acordo com a lei das armas, que se ocupava de muitos assuntos relacionados a questões militares, como resgate, espólio e salários de soldados, incluindo o uso indevido de brasões.
Em 1672, o cargo de Marechal da Inglaterra e o título de Conde Marechal da Inglaterra foram tornados hereditários na família Howard.    Em uma declaração feita em 16 de junho de 1673 por Arthur Annesley, 1.º Conde de Anglesey, o Lorde do Selo Privado, em referência a uma disputa sobre o exercício de autoridade sobre os Oficiais de Armas, os poderes do Conde Marechal foram declarados como sendo "ter poder para ordenar, julgar e determinar todos os assuntos relativos a armas, brasão, honra e cavalheirismo; fazer leis, portarias e estatutos para o bom governo dos Oficiais de Armas; nomear Oficiais para preencher vagas no Colégio de Armas; [e] punir e corrigir Oficiais de Armas por mau comportamento na execução de seus cargos".  Além disso, foi declarado que nenhuma patente de armas ou insígnias de nobreza deveria ser concedida, e nenhum aumento, alteração ou adição deveria ser feito às armas, sem o consentimento do Conde Marechal.
O Conde Marechal é considerado o oitavo dos Grandes Oficiais de Estado, com o Lorde Alto Condestável acima dele e apenas o Lorde Alto Almirante abaixo dele. Hoje em dia, o papel do Conde Marechal tem a ver principalmente com a organização de grandes cerimônias de estado, como coroações e funerais de estado. Anualmente, o Conde Marechal ajuda a organizar a Abertura Estadual do Parlamento. O Conde Marechal também continua encarregado do Colégio de Armas e nenhum brasão pode ser concedido sem sua autorização. Como símbolo de seu cargo, ele carrega um bastão dourado com acabamento preto em cada extremidade.
Na ordem geral de precedência, o Conde Marechal é atualmente o mais alto cargo hereditário no Reino Unido fora da Família Real. Embora outros oficiais estaduais e eclesiásticos tenham precedência superior, eles não são hereditários. A exceção é o cargo de Lorde Grande Camareiro, que é teoricamente superior ao de Conde Marechal e também hereditário. A posse do título de Conde Marechal garante ao Duque de Norfolk a posição tradicional de "primeiro par" da terra, acima de todos os outros duques. 
A Lei da Câmara dos Lordes de 1999 removeu o direito automático dos pares hereditários de se sentarem na Câmara dos Lordes, mas a lei determinou que as pessoas que ocupam o cargo de Conde Marechal e, se for um par, o Lorde Grande Camareiro, continuam a ter assentos temporariamente para desempenhar suas funções cerimoniais na Câmara dos Lordes.